# Hypocalyptus
Hypocalyptus  (лат.) — род цветковых растений семейства Бобовые (Fabaceae).
Деревья и кустарники среднего размера, с красивоцветущими цветками розового цвета, родом из Капской флористической провинции Южной Африки.
Род включает три вида:
- Hypocalyptus coluteoides (Lam.) R.Dahlgren
- Hypocalyptus oxalidifolius (Sims) Baill.
- Hypocalyptus sophoroides (P.J.Bergius) Baill.